# Forn de guix les Gesseres
El Forn de guix les Gesseres és una obra de Tremp (Pallars Jussà) inclosa a l'Inventari del Patrimoni Arquitectònic de Catalunya.

## Descripció
Estructura arquitectònica de planta quadrangular, paredada. Actualment es troba parcialment enderrocada, en resten les parts inferiors de tres dels murs.
La tipologia dels forns de guix pot variar segons les necessitats per les quals s'hagin construït: les dimensions varien segons si és d'un ús particular, efímer, per a una obra gran, etc.